# Charanyca convergens
Charanyca convergens är en fjärilsart som beskrevs av Wihan. Charanyca convergens ingår i släktet Charanyca och familjen nattflyn. Inga underarter finns listade i Catalogue of Life.